# Sylvain Tesson
Pour les articles homonymes, voir Tesson.
Sylvain Tesson, né le 26 avril 1972 à Paris, est un écrivain, voyageur et essayiste français. Il est principalement connu pour ses récits de voyage à travers le monde, et est ainsi régulièrement classé dans la catégorie littéraire des écrivains-voyageurs qu’il a contribué à populariser dans le paysage littéraire contemporain.

## Biographie

### Famille et formation
Sylvain Tesson est le fils de Philippe Tesson (1928-2023), journaliste et patron de presse, et de Marie-Claude Millet (1942-2014), médecin spécialisée en rhumatologie et en médecine tropicale, qui ont fondé ensemble Le Quotidien du médecin en 1971, après quoi Philippe Tesson fonda Le Quotidien de Paris en 1974. Sylvain Tesson a deux sœurs : la comédienne Stéphanie Tesson (1969) et la journaliste Daphné Tesson (1978).
Il grandit à Chatou dans les Yvelines et étudie au lycée Passy-Buzenval de Rueil-Malmaison, puis effectue une hypokhâgne et une khâgne au lycée Claude-Debussy (aujourd'hui lycée Jeanne-d'Albret) de Saint-Germain-en-Laye. Géographe de formation, il est titulaire d'un DEA de géopolitique obtenu à l'Institut français de géopolitique sous la direction d'Yves Lacoste.

### Premiers voyages - années 1990
En 1991, il découvre l’aventure lors d’une traversée à vélo du désert central d’Islande, puis d’une expédition spéléologique à Bornéo.
En 1993-1994, il fait le tour du monde à bicyclette avec Alexandre Poussin, qu’il connaît depuis le lycée. Les deux amis, qui terminent alors leurs études de géographie, tirent de leur voyage, en 1996, le livre On a roulé sur la terre, qui leur vaut le prix jeune de l’IGN.

### Années 2000 et suivantes
En 2001 et 2002 il participe à des expéditions archéologiques au Pakistan et en Afghanistan.
De mai 2003 à janvier 2004 il reprend l'itinéraire des évadés du goulag en suivant le récit, à la véracité contestée, de Sławomir Rawicz : À marche forcée (The Long Walk, 1955). Dans son livre L'Axe du loup, il relate ce périple, qui l'emmène de Iakoutsk, en Sibérie, puis en Chine où il rejoint le Tibet à vélo ; il y retrouve l'exploratrice Priscilla Telmon (traversant l'Himalaya à pied) pour parcourir ensemble le Sikkim et gagner Calcutta en Inde à pied. Pour lui, l’aventure est plausible dans son ensemble mais comporte des anomalies absolues, comme « dix jours sans boire dans le Gobi ».
En 2007, le documentaire Irkoutsk-Pékin, la route des steppes, qu'il réalise avec Nicolas Millet, relate son expédition d’Irkoutsk à Pékin en empruntant la route du Transmongol.
En 2008, il aide Robert Ménard à escalader la façade sud de Notre-Dame pour que celui-ci puisse se cacher sous la toiture en attendant le passage de la flamme olympique. « C'était une manière d'exprimer ma compassion pour la souffrance du peuple tibétain », dira-t-il. Avec Priscilla Telmon, il participe au déploiement de deux banderoles de Reporters sans frontières sur Notre-Dame de Paris, puis avec les alpinistes Christian Clot et Evrard Wendenbaum, depuis le premier étage de la tour Eiffel.
Il obtient le prix Goncourt de la nouvelle en 2009, pour Une vie à coucher dehors, et le prix Médicis essai en 2011 pour Dans les forêts de Sibérie.

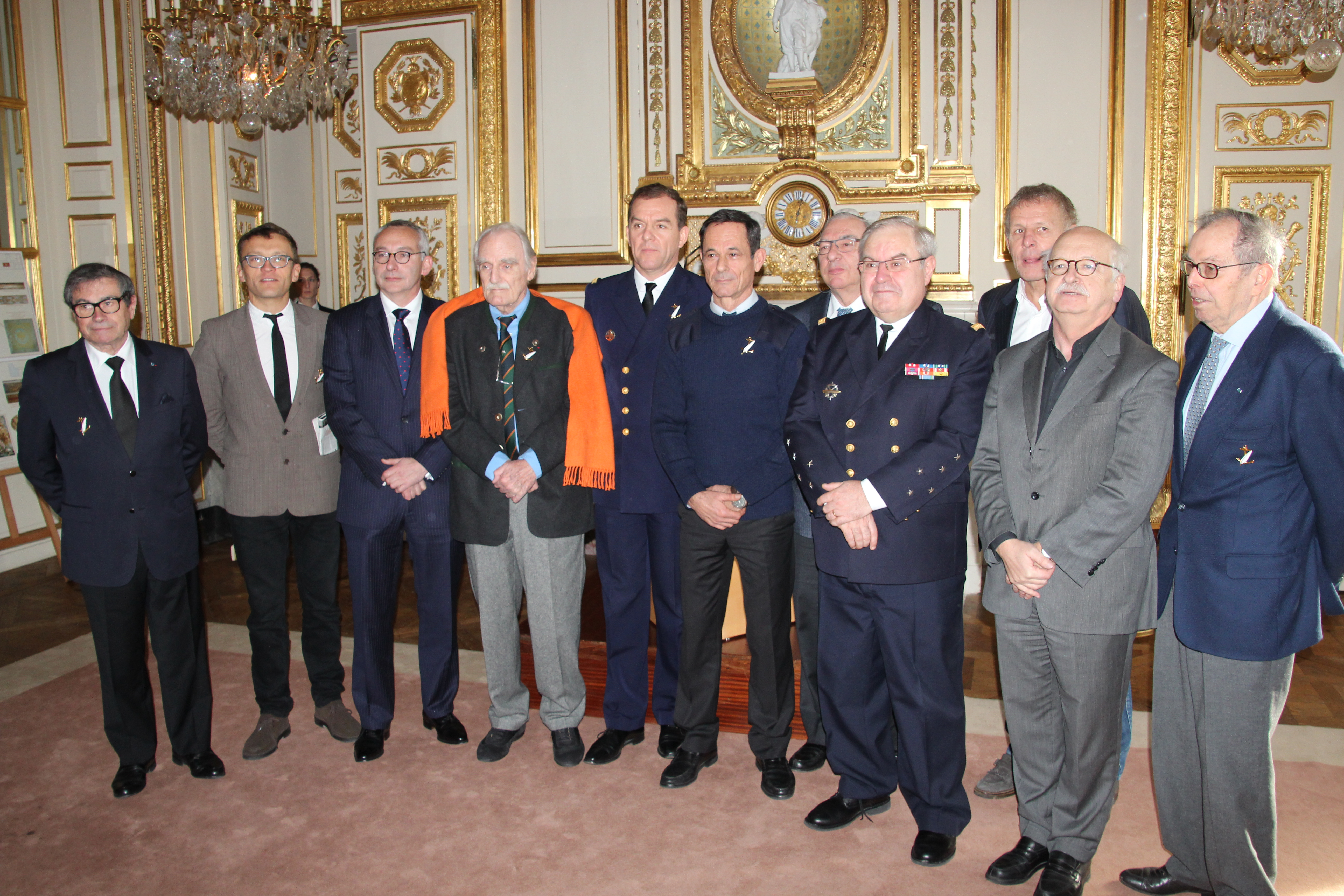
Sylvain Tesson (second en partant de la gauche) lors de la réception de Patrice Franceschi comme écrivain de Marine, le 10 février 2014 à l'hôtel de la Marine à Paris.

Le 20 août 2014, fortement alcoolisé alors qu'il sortait d'un restaurant après avoir fêté la remise de son dernier livre à son éditeur, il fait une chute de près de dix mètres en escaladant la façade d'une maison à Chamonix, alors qu'il séjournait chez son ami Jean-Christophe Rufin, avec qui il pratique l'alpinisme. Victime d'un sévère traumatisme crânien et de multiples fractures, il est hospitalisé à Annecy et placé en coma artificiel,. Réveillé huit jours plus tard, il est transféré à l'hôpital de la Pitié-Salpêtrière pour une rééducation. Il en ressort paralysé d'une moitié du visage, sourd d'une oreille et ayant perdu le goût.
À l'été 2017, France Inter lui propose de concevoir une série de huit émissions d'une heure chacune, intitulée « Un été avec Homère », lors desquelles il propose sa lecture et son analyse de l’Iliade et de l’Odyssée. Ces émissions donnent lieu l'année suivante à la parution d'un livre homonyme (Un été avec Homère), qui devient l'essai le plus vendu en 2018 — et le sixième livre toutes catégories confondues le plus vendu cette année-là —, selon le palmarès annuel L'Express-RTL-Tite Live,,. Il est l'auteur le plus vendu en 2019 en France au palmarès des meilleures ventes de livres francophones (hors bandes dessinées) en librairies grâce à son récit La Panthère des neiges,. En 2020, le livre passe « la barre faramineuse des 500 000 exemplaires ».
France Inter lui propose à nouveau, à l'été 2020, de concevoir une série de quarante capsules de quatre minutes chacune intitulée « Un été avec Rimbaud », lors desquelles il propose sa lecture et son analyse de l'œuvre d'Arthur Rimbaud,.
En 2020, il escalade l'aiguille d'Étretat avec Daniel du Lac,.

### Vie privée
Il a vécu avec l'exploratrice Priscilla Telmon, et avec l'écrivaine Bénédicte Martin,. Il est en couple avec l'essayiste Catherine Van Offelen depuis juin 2022,,.

## Critiques
L'avis selon lequel ses écrits véhiculeraient les poncifs de la littérature des voyages se rencontre chez certains auteurs. Ainsi, le philosophe et écrivain Bruce Bégout parle d’imposture à propos d’écrivains voyageurs qui fondent leur succès sur des stéréotypes littéraires pittoresques à l'instar de Sylvain Tesson : « Imposteurs (…). Je parlais plutôt d’écrivains comme Sylvain Tesson qui, à mon sens, reproduisent des clichés éculés sur la littérature voyageuse ».
Une critique similaire est présente dans le livre de Guillaume Thouroude sur le récit de voyage contemporain, dont le dernier chapitre oppose deux courants d’écriture : « Les « nouveaux explorateurs » qui recyclent des poncifs aventuriers dont Sylvain Tesson serait le chef de file, et qui comptent des figures connues comme Sonia et Alexandre Poussin, ou Sarah Marquis, et de l’autre côté des auteurs plus singuliers et novateurs comme Antonin Potoski, Philippe Vasset ou Bruce Bégout lui-même ». Ce livre reproche à Tesson, notamment, de porter « un regard hautain sur le monde ».
Au contraire, le magazine Le Point estime que Sylvain Tesson jette un « regard différent » sur toute chose, et le magazine cite la philosophe Cynthia Fleury qui voit Sylvain Tesson comme un « écrivain qui sait parcourir le monde comme nul autre » et qui peut « apprendre à voir ce qu'on ne voit jamais ».
Pour Jean-Xavier Ridon, ses livres dévoilent, sous une apparence humaniste, une idéologie « néocolonialiste » qui essentialise les populations rencontrées avec des « généralités constantes sur les Russes et l’esprit slave », une attitude « qui n’est pas sans rappeler ce que l’orientalisme fut en son temps ». Il voit dans l’écriture de Tesson un manque d’authenticité : mise en scène de la solitude et du danger alors qu’il voit dans le séjour de Tesson « le choix d’un voyageur occidental qui a la chance d’expérimenter un mode de vie autre ».
Evelyne Pieiller, dans Le Monde diplomatique, le décrit comme l'archétype moderne du « style réactionnaire », héritier (par ailleurs déclaré) des Roger Nimier, Emil Cioran, Antoine Blondin voire Louis-Ferdinand Céline, et tenant comme plusieurs d'entre eux (notamment Pierre Drieu la Rochelle) d'une posture de dandy aristocratique déplorant la décadence du monde, auquel il oppose une mystique de l'ordre hiérarchique, du goût du sacré et de l'uniforme. Selon elle, la fascination de Sylvain Tesson pour la montagne est explicitement politique.
Les médias font écho aux tendances réactionnaires de Sylvain Tesson, comme L'Express qui le dépeint comme une « icône réac » ou encore comme un « nouveau visage de la droite anti-moderne ». Arnaud Viviant, journaliste au Masque et la plume, décrit son livre Blanc comme « de la littérature de droite », relevant à l'appui de sa critique cette phrase : « Il y a des migrants qui fuient la guerre d'islam pour arriver aux rives chrétiennes qui sont les seules à leur donner une chance ».
En 2023, le journaliste François Krug le cite dans son livre Réactions françaises, une enquête sur l’extrême droite littéraire, parmi les écrivains ayant des liens avec cette tendance politique, avec Michel Houellebecq et Yann Moix. François Krug rappelle à ce propos que Sylvain Tesson a été chroniqueur sur Radio Courtoisie, radio d'extrême-droite. Le journaliste rapporte également son premier voyage financé par une association d'anciens de l'OAS, ainsi que ses liens et son admiration pour Jean Raspail et Dominique Venner, figures intellectuelles de la Nouvelle Droite,. « En [se] fondant sur les faits et uniquement sur eux », François Krug le décrit comme un compagnon de route de l'extrême droite.
Le magazine Le Point note que Tesson assume être « réactionnaire ». Mais le magazine estime que par certains côtés, l'écrivain est plutôt « gauchiste » : si parfois Tesson fréquente La Nouvelle Librairie (une librairie proche du théoricien de la Nouvelle Droite, Alain de Benoist), il se rend régulièrement dans des libraires « de gauche » pour des séances de signatures, sans être inquiété par les antifas ; de plus Le Point décrit Tesson comme nostalgique de l'URSS (excepté les goulags), et comme étant impliqué dans des actions pour les sans-abris.

## Affaire de la tribune publiée dansLibérationen 2024
En janvier 2024, une tribune publiée dans Libération et rassemblant deux mille signataires, « poétesses, poètes, éditrices et éditeurs, libraires, actrices et acteurs de la scène culturelle française », dont Baptiste Beaulieu, Chloé Delaume ou Jean d'Amérique, s'oppose à la nomination de Sylvain Tesson comme parrain de l'édition 2024 du Printemps des poètes. L'écrivain y est décrit comme une « icône réactionnaire » qui viendrait « renforcer la banalisation et la normalisation de l’extrême droite dans les sphères politique, culturelle, et dans l’ensemble de la société »,,,. 
La tribune précitée est vivement dénoncée par le créateur du Printemps des poètes et ancien ministre de la culture Jack Lang qui estime qu'un « tel crétinisme est une insulte à la poésie ». La ministre de la Culture en poste, Rachida Dati, ainsi que celui de l'Économie, Bruno Le Maire, apportent également leur soutien à l'écrivain. Nicolas Mathieu, personnalité de gauche, prend également publiquement sa défense. Le 26 janvier 2024, Sophie Nauleau, directrice artistique du Printemps des poètes, démissionne, exprimant son grand dégoût face à « une cabale effarante, consternante pour ne pas dire monstrueuse ». Pour Mohammed Aïssaoui dans Le Figaro, la « cabale » contre Sylvain Tesson serait davantage révélatrice d'« une question de rivalités pour les subventions dans ce petit milieu ».
À la suite d'une enquête du Monde sur la gestion du  Printemps des poètes, évoquant l'« emprise » et la « violence morale » dont des salariés y seraient victimes, Sophie Nauleau démissionne de la direction de cette institution,.

## Publications

### Récits de voyage
- 1996 : On a roulé sur la terre, co-écrit avec Alexandre Poussin, Robert Laffont (coll. « L’aventure continue »), 336 p.  (ISBN 978-2221081952)
- 1998 : La marche dans le ciel : 5 000km à pied à travers l'Himalaya, co-écrit avec Alexandre Poussin, Robert Laffont (coll. « L’aventure continue »), 320 p.  (ISBN 978-2221085837)
- 2001 : La chevauchée des steppes : 3 000 kilomètres à cheval à travers l’Asie centrale, co-écrit avec Priscilla Telmon, Robert Laffont (coll. « L’aventure continue »), 256 p.  (ISBN 978-2221093702)
- 2004 : L’axe du loup : de la Sibérie à l’Inde sur les pas des évadés du Goulag, Robert Laffont, 215 p.  (ISBN 978-2744190339)
- 2007 : Éloge de l’énergie vagabonde, Équateurs, 227 p.  (ISBN 978-2849900550)
- 2011 : Dans les forêts de Sibérie, Gallimard (coll. « Blanche »), 269 p.  (ISBN 978-2070129256) - Prix Médicis essai (2011)
- 2015 : Berezina, Paulsen (coll. « Guérin »), 206 p.  (ISBN 978-2352210894)
- 2016 : Sur les chemins noirs, Gallimard (coll. « Blanche »), 142 p.  (ISBN 978-2070146376)
- 2019 : La panthère des neiges, Gallimard (coll. « Blanche »), 166 p.  (ISBN 978-2072822322) - Prix Renaudot (2019)
- 2022 : Blanc, Gallimard (coll. « Blanche »), 235 p.  (ISBN 978-2072960635)
- 2024 : Avec les fées, Équateurs, 224 p.  (ISBN 978-2382843710) - Prix Combourg-Chateaubriand (2024)[63]
- 2025 : Les piliers de la mer, Albin Michel, 224 p.

### Recueil
- 2020 : L’Énergie vagabonde, Bouquins, 1472 p.  (ISBN 978-2221248126).Contient onze textes déjà publiées[Note 1] et des textes divers réunis sous les titres Poèmes de l'affût, Critiques et études et Reportages et regards.

### Nouvelles
- 2002 : Nouvelles de l’Est, Phébus, 192 p.  (ISBN 978-2845740402)
- 2004 : Chroniques des bords du Rhin, Le Verger, 63 p.  (ISBN 978-2859407896)
- 2004 : Les Jardins d’Allah, Phébus, 160 p.  (ISBN 978-2859409746)
- 2009 : Une vie à coucher dehors, Gallimard (coll. « Blanche »), 208 p.  (ISBN 978-2070124664) - Prix Goncourt de la nouvelle (2009) et Prix de la nouvelle de l’Académie française (2009)
- 2010 : Vérification de la porte opposée, Phébus (coll. « Libretto »), 320 p.  (ISBN 978-2752904478)
- 2014 : S’abandonner à vivre, Gallimard (coll. « Blanche »), 22 4p.  (ISBN 978-2070144242)

### Essais
- 2000 : Les Métiers de l'aventure et du risque, Hachette (coll. « Phare »), 128 p.  (ISBN 978-2846160070)
- 2005 : Petit traité sur l’immensité du monde, Équateurs, 166 p.  (ISBN 978-2849900215)
- 2018 : Un été avec Homère, Équateurs (coll. « Parallèles » avec France Inter), 252 p.  (ISBN 978-2849905500)
- 2019 : Notre-Dame de Paris : Ô reine de douleur, Équateurs, 96 p.  (ISBN 978-2849906798)
- 2021 : Un été avec Rimbaud, Équateurs (coll. « Parallèles » avec France Inter), 217 p.  (ISBN 978-2849909799)

### Aphorismes
- 2008 : Aphorismes sous la lune et autres pensées sauvages, Équateurs (coll. « Parallèles »), 109 p.  (ISBN 978-2849900956)
- 2011 : Aphorismes dans les herbes et autres propos de la nuit, Équateurs (coll. « Parallèles »), 102 p.  (ISBN 978-2849901861)

### Journaux intimes, carnets et bloc-notes
Ces ouvrages sont présentés sous la forme d’un bloc-note calendaire dans lequel l’auteur publie des textes inédits issus de son journal intime et des extraits de chroniques publiés dans différents magazines .
- 2012 : Géographie de l’instant, Équateurs, 345 p.  (ISBN 978-2849902219)
- 2017 : Une très légère oscillation, Équateurs, 230 p.  (ISBN 978-2849904954)

### Albums photographiques
Les albums photographiques auxquels Sylvain Tesson participe à la publication peuvent parfois comporter des textes inédits. D’autres sont seulement des versions de ses récits de voyage agrémentées d’iconographies.
- 1998 : Himalaya : visions de marcheurs des cimes, avec Alexandre Poussin, Transboréal, 128 p.  (ISBN 978-2950799296)
- 2002 : Carnets de steppes : à cheval à travers l’Asie centrale, avec Priscilla Telmon, Glénat, 144 p.  (ISBN 978-2723439664)
- 2005 : Sous l’étoile de la liberté : six mille kilomètres à travers l’Eurasie sauvage, photographies de Thomas Goisque, Arthaud, 168 p.  (ISBN 978-2700396294)
- 2007 : L’Or noir des steppes : voyage aux sources de l’énergie, photographies de Thomas Goisque, Arthaud, 176 p.  (ISBN 978-2700300062)
- 2008 : Lac Baïkal : visions de coureurs de taïga, photographies de Thomas Goisque, Transboréal, 127 p.  (ISBN 978-2913955653)
- 2009 : Haute tension : des chasseurs alpins en Afghanistan, photographies de Thomas Goisque et peintures de Bertrand de Miollis, Gallimard, 144 p.  (ISBN 978-2070127139)
- 2012 : Sibérie ma chérie, photographies de Thomas Goisque et peintures de Bertrand de Miollis, Gallimard (coll. « Loisirs »), 144 p.  (ISBN 978-2742433421)
- 2017 : En avant, calme et fou : une esthétique de la bécane, photographies de Thomas Goisque, Albin Michel, 272 p.  (ISBN 978-2226321640)
- 2018 : Tibet : minéral animal, photographies de Vincent Munier, Kobalann, 240 p.  (ISBN 978-2953738988)

### Dessins
- 2004 : Les pendus, Cherche Midi, 91 p.  (ISBN 978-2749101910)
- 2022 : Noir : textes et dessins, Albin Michel, 288 p.  (ISBN 978-2226473974)

### Lexiques
- 2004 : Katastrôf ! Bréviaire dyslexique de survie français-russe, Mango (coll. « Mots et Cie »), 96 p.  (ISBN 978-2913588653)
- 2011 : Ciel mon moujik ! : manuel de survie franco-russe, Chiflet & Cie, 124 p.  (ISBN 978-2351641392)

### Adaptations en bandes dessinées
- 2019 : Dans les forêts de Sibérie, illustrations de Virgile Dureuil, Casterman, 112 p.  (ISBN 978-2203198821)
- 2021 : Berezina, illustrations de Virgile Dureuil, Casterman, 136 p.  (ISBN 978-2203223523)
- 2023 : L'Axe du loup, illustrations de Virgile Dureuil, Casterman, 128 p.  (ISBN 978-2203250956)

## Filmographie

### Documentaires
- 2001 : La Chevauchée des steppes, réalisé par Priscilla Telmon
- 2002 : Aral : chronique d’une mer asséchée, réalisé par Nicolas Millet
- 2004 : Les Chemins de la liberté, coréalisé avec Nicolas Millet
- 2011 : Six mois de cabane au Baïkal, coréalisé avec Florence Tran
- 2013 : Sylvain Tesson, une liberté vertigineuse, réalisé par Bernard Laine
- 2017 : Octobre blanc : Sylvain Tesson sur les sommets de la révolution, réalisé par Christophe Raylat
- 2017 : La Voie des glaces, réalisé par Clément Gargoullaud
- 2018 : Les îles Éparses, réalisé par Christophe Raylat

### Courts-métrages
- 2024 : Avec les fées, réalisé par Priscilla Telmon

### Télévision
- 2019 : Dans le sillage d’Ulysse, réalisée par Christophe Raylat

### Cinéma
- 2016 : Dans les forêts de Sibérie, de Safy Nebbou avec Raphaël Personnaz
- 2021 : La Panthère des neiges, de Marie Amiguet avec Vincent Munier
- 2023 : Sur les chemins noirs, de Denis Imbert avec Jean Dujardin

## Conférences
Sylvain Tesson se produit parfois sur scène à l’occasion de conférences, notamment pour la sortie de ses ouvrages, ou alors pour des conférences théâtrales qu’il conçoit et anime. Ses ouvrages sont également lus ou mis en scènes par des artistes contemporains.

### Conférences
- 2019 : Le roman national : illusion ou promesse ?, Studio Marigny
- 2020 : Sylvain Tesson raconte ses voyages, avec Olivier Frébourg, Théâtre de Poche-Montparnasse
- 2021 : L’Énergie vagabonde, Théâtre Antoine
- 2022 : Arrière, la mort !, Théâtre Antoine
- 2022 : Blanc les chemins d’en haut, Théâtre Antoine
- 2024 : Avec les fées : à la poursuite du merveilleux sur la côté celtique, Théâtre Antoine

### Conférences théâtrales
- 2020 : L’Énergie vagabonde, Théâtre de Poche-Montparnasse
- 2021 : Byron, la liberté à mort, avec William Mesguich, Théâtre de Poche-Montparnasse
- 2024 : Face au cosmos : de Platon à Mallarmé, deux millénaires de poésie cosmique, Théâtre de Poche-Montparnasse

### Lectures
- 2024 : S’abandonner à vivre : Judith Magre lit des nouvelles de Sylvain Tesson, par Judith Magre et mis en scène par Thierry Harcourt, Théâtre de Poche-Montparnasse
- 2025 : Notre Dame, reine de douleur, reine de victoire, "Les voyages à Notre Dame de Sylvain Tesson", lus en alternance par Samuel Labarthe, Claude Aufaure et Christophe Barbier, du 12 novembre 2024 au 1er février 2025 au Théâtre de Poche-Montparnasse. À partir des textes suivants de Sylvain Tesson : Notre-Dame de Paris, Ô Reine de douleur, Ô Reine de victoire (Éditions des Équateurs, 2024), Préface à Sauver ou périr, Brigade des Sapeurs Pompiers de Paris, Sébastien Spitzer (Albin Michel, 2019), extrait du livre d’art de Laurence Bost : Les gardiens du geste (Éditions Gallimard, 2024).

### Mises en scène
- 2018 : S’abandonner à vivre, joué Robert Simon et mis en scène par lui-même avec Patrick Mora, Théâtre de Poche-Montparnasse
- 2019 : Dans les forêts de Sibérie (d’après le Livre de Sylvain Tesson), joué William Mesguich et mis en scène par lui-même, Théâtre de Poche-Montparnasse

## Distinctions

### Prix littéraires
- 2009 : Prix Goncourt de la nouvelle (Une vie à coucher dehors)[64]
- 2011 : Prix Médicis essai (Dans les forêts de Sibérie)[65]
- 2014 : Prix Nice-Baie-des-Anges (S’abandonner à vivre)[66]
- 2015 :
  - Prix de la page 112 (Berezina)[67]
  - Prix des Hussards (Berezina)[68]
  - Prix Erwan Bergot de l’Armée de Terre (Berezina)[69]
- 2019 : Prix Renaudot (La panthère des neiges)[70]
- 2022 : Prix Paulée de Meursault pour l’ensemble de son œuvre[71]
- 2024 : Prix Combourg pour Avec les fées[72].

### Décorations
- Chevalier de l'ordre national du Mérite (2017)[73].
- Chevalier de l'ordre du Mérite maritime (2025)[74].